# Adão Lobo
Adão Lobo era, em 1747, uma aldeia portuguesa do termo da vila do Cadaval, Comarca de Torres Vedras, Patriarcado de Lisboa, Província da Estremadura. Tinha uma ermida dedicada a Nossa Senhora do Desterro.